# Nachfragepolitik
Die Nachfragepolitik (auch nachfrageorientierte Wirtschaftspolitik) geht davon aus, dass das gesamtwirtschaftliche Angebot und damit auch die Höhe der Produktion und der Grad der Beschäftigung von der gesamtwirtschaftlichen Nachfrage bestimmt wird.
Anhänger der gegensätzlichen Angebotspolitik begründen ihre Ablehnung gegenüber der Nachfrageorientierung oft mit dem Say’schen Theorem. Demgegenüber sehen Volkswirten wie z. B. Robert M. Solow oder Olivier Blanchard Nachfragepolitik und Angebotspolitik nicht als Gegensätze, sondern als Maßnahmen, die sich ggf. gegenseitig ergänzen können. So könne eine nachfragepolitische Flankierung helfen angebotspolitische Maßnahmen erfolgreich durchzusetzen.

## Theoretische Grundlagen
Die Nachfragepolitik greift auf die theoretischen Grundlagen von John Maynard Keynes zurück und wird daher auch Keynesianismus genannt. Unter dem Eindruck des Börsencrashs von 1929 entwickelte Keynes die These, dass es zwar auf den Märkten durchaus eine Tendenz zum Gleichgewicht gebe, sich dieses aber auch als Gleichgewicht von niedriger Produktion, fehlender Investition und hoher Unterbeschäftigung einstellen könne. Bei rückläufiger Konsumnachfrage der privaten Haushalte stellen die Unternehmen mangels positiver Renditeerwartungen die Investitionen ein, was einen weiteren gesamtgesellschaftlichen Nachfrageausfall bewirke. Um der Verunsicherung der Märkte entgegenzuwirken, seien permanente und langfristige Investitionen des Staates nötig.
Der Ökonom J. A. Hobson entwickelte bereits ab 1889 (und 1928 davon unabhängig auch William Trufant Foster und Waddill Catchings) die Idee, dass ein Mangel an Nachfrage für Wirtschaftskrisen verantwortlich sei, gebrauchte dafür aber den Ausdruck underconsumption (wörtl. etwa: Unternachfrage). Dies befand sich jedoch zu dieser Zeit außerhalb des wirtschaftswissenschaftlichen Mainstreams. 1936 belebte der britische Ökonom Keynes in seinem Buch The General Theory of Employment, Interest and Money diese Sichtweise wieder. Er argumentierte, dass Kapital nicht durch Sparen geschaffen werde, sondern dadurch, dass Besitzer von Produktionsanlagen eine steigende Nachfrage nach ihren Produkten wahrnehmen. Wie Keynes schrieb: „[Kapital] wird nicht durch die Neigung zum Sparen geschaffen, sondern als Reaktion auf die Nachfrage, die sich aus dem tatsächlichen und voraussichtlichen Konsum ergibt.“ Entsprechend argumentierte er, Sparsamkeit sei kontraproduktiv für das Wachstum, da der Konsum sinke. Er nannte dies das „Paradox der Sparsamkeit“.
Die Nachfragepolitik ist eine antizyklische Konjunkturpolitik, der Staat handelt antizyklisch zur Konjunktur. Die Stabilisierung des Konjunkturzyklus kann sowohl durch nachfrage- als auch durch angebotsorientierte Maßnahmen versucht werden. Überlegungen, die Nachfrage durch ein Deficit spending des Staates anzukurbeln, wurden des Öfteren scharf kritisiert.

## Maßnahmen
Die Stärkung der gesamtwirtschaftlichen Nachfrage durch Erhöhung der Konsumausgaben kann durch folgende Maßnahmen erfolgen:
- Unterstützung privater Haushalte durch Lohnsteuerentlastungen oder Zuschüsse
- Erhöhung der Investitionen des Staates
- Erhöhung der Ausgaben des öffentlichen Sektors durch Erhöhung seines Konsums
- Verbrauchsfördernde Rahmenbedingungen
- Steuerpolitik

## Historische Beispiele

### Deutschland in den 1960er und 70er Jahren
Nach der ordoliberalen Phase der Sozialen Marktwirtschaft begann in der BRD eine Phase der keynesianischen Globalsteuerung.
Die erste bundesdeutsche Rezession 1966/67 wurde von Wirtschaftsminister Karl Schiller und Finanzminister Franz Josef Strauß mit einem Konjunkturprogramm in Höhe von knapp acht Milliarden DM bekämpft. Die Wirtschaftskrise wurde schnell überwunden, und die Verschuldung danach wieder abgebaut. Schiller formulierte den Anspruch: „Konjunktur ist nicht unser Schicksal, Konjunktur ist unser Wille.“ 1967 wurde die Globalsteuerung mit dem Stabilitäts- und Wachstumsgesetz gesetzlich verankert.
In der Wirtschaftskrise der 1970er Jahre versuchte Bundeskanzler Helmut Schmidt zwischen 1974 und 1982, die Konjunktur mit Konjunkturpaketen in Höhe von insgesamt 60 Milliarden DM anzukurbeln. Es gelang jedoch nicht, die Stagflation zu überwinden. Die Staatsschulden, die bis dahin relativ niedrig gewesen waren, wuchsen beinahe exponentiell an. Nach Einschätzung von Marc Hansmann wäre es als Reaktion auf die Angebotsschocks der Ölpreiskrisen und die Verschiebung der Weltwirtschaft nach Fernost angemessener gewesen, die Wettbewerbsfähigkeit durch Angebotspolitik zu steigern.
In den 80er Jahren wurde in der BRD auf eine angebotsorientierte Wirtschaftspolitik gesetzt.

### Japan in den 1990er Jahren
In Japan wurde in den 1990er Jahren versucht die Wirtschaftskrise (Ushinawareta Nijūnen) durch fiskalpolitische Konjunkturpakete zu bekämpfen, was nur mäßig erfolgreich war. Die Staatsschuldenquote erhöhte sich dadurch stark von 68 % in 1990 auf 142 % in 2000.

### Finanzkrise ab 2007
Anlässlich des Nachfrageschocks der Finanzkrise ab 2007 wurde von vielen Volkswirten fiskalische Nachfragepolitik flankierend zur Geldpolitik der EZB empfohlen.